# СПГ-9
СПГ-9 «Спис» (рос. «Копьё», Індекс ГРАУ — 6 Г6) — радянський станковий протитанковий гранатомет.
Гранатомет СПГ-9 «Спис» прийнятий на озброєння в 1963 році. Згодом для гранатомета була розроблена осколкова протипіхотна граната.

## Конструкція
Гранатомет призначений для ураження танків, самохідно-артилерійських установок та інших броньованих цілей, а також для знищення живої сили та вогневих засобів противника.
Для повітряно-десантних підрозділів до гранатомета СПГ-9М додається знімний колісний хід, гранатомет іменується СПГ-9ДМ.
Гранатомети, які комплектують нічними прицілами ПГН-9, називають СПГ-9МН і ОПГ-9ДМН.
Стрільба з гранатомета проводиться кумулятивною й осколковою гранатами.
Для стрільби з гранатомета по броньованих цілях застосовується активно-реактивний постріл ПГ-9В з кумулятивною гранатою, а по живій силі та вогневих засобах — активний постріл ОГ-9В з осколковою гранатою.
Крім того, кумулятивна граната може бути використана для знищення живої сили та вогневих засобів противника, що перебувають у залізобетонних, цегляних і дерево-земляних спорудах.
Найдієвіший вогонь при стрільбі з гранатомета досягається кумулятивною гранатою по цілях, що розташовуються в межах дальності прямого пострілу.
Прицільна дальність стрільби прямим наведенням кумулятивною та осколковою гранатами — 1300 м, а роздільним наведенням осколковою гранатою — 4500 м.
Бойова швидкострільність до 6 пострілів на хвилину.
Обслуга гранатомета складається з командира гранатомета, навідника, заряджальника і підношувача.
Гранатомет є гладкоствольною, безвідкатною, динамо-реактивною зброєю. При пострілі з гранатомета гази, що утворюються від згоряння порохового заряду, викидають гранату з каналу ствола, а частина порохових газів відводиться назад через сопло. При цьому утворюється реактивна сила, яка і врівноважує силу віддачі.

## Модифікації

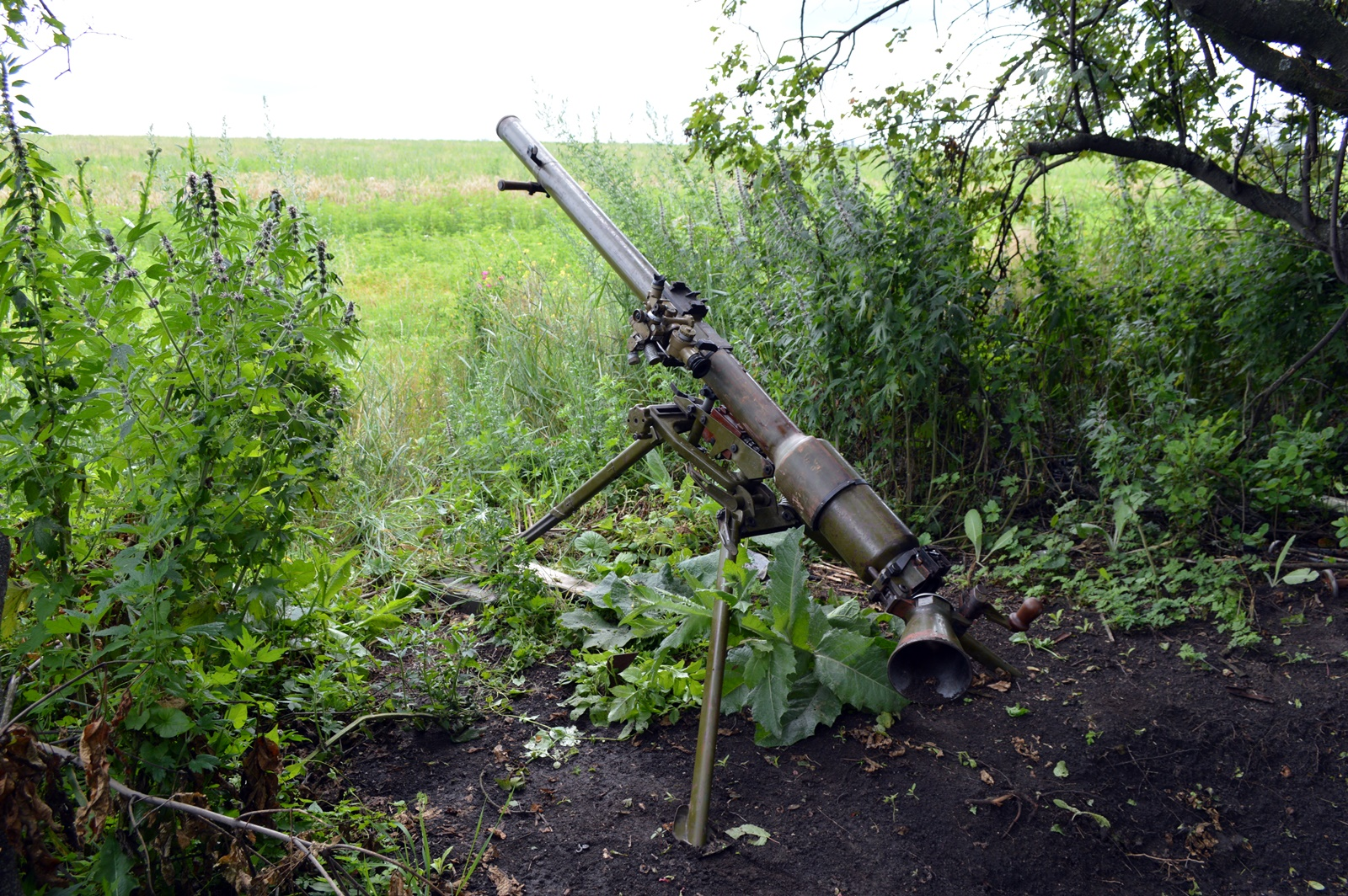
СПГ-9 на вогневій позиції на Бахмутському напрямку, липень 2023 року

- Десантний гранатомет СПГ-9Д (індекс ГРАУ — 6 Г7)
- Модернізований гранатомет СПГ-9М (індекс ГРАУ — 6 Г13)
- Модернізований десантний гранатомет СПГ-9ДМ (індекс ГРАУ — 6 Г14)
- Модифікації з нічним прицілом ПГН-9 (індекс ГРАУ — 1 ПН52) — СПГ-9Н,  СПГ-9ДН, ЗПГ-9МН і  СПГ-9ДМН
- На основі СПГ-9М створено 73 мм гладкоствольну гармату 2А28 «Грім», яка увійшла до комплексу озброєння бойової машини піхоти БМП-1.

У 2018 році розпочались випробування копії СПГ-9 створеної українською компанією «Рубін-2017». Новий гранатомет отримав назву «Ланцея». Після підписання Мінських домовленостей, до повномасштабного вторгнення Російської Федерації в Україну, це була найпотужніша зброя яку могли використовувати сторони відповідно до мирних угод.

## Номенклатура боєприпасів
- Постріл ПГ-9В (індекс ГРАУ -7 П3) з протитанковою гранатою ПГ-9
- Постріл ОГ-9В (індекс ГРАУ — 7 П4) з осколкової гранатою ОГ-9
- Постріл ОГ-9ВМ (індекс ГРАУ — 7 П4М) з осколкової гранатою ОГ-9М
- Постріл ОГ-9ВМ1 (індекс ГРАУ — 7 П4М1) з осколкової гранатою ОГ-9М1
- Постріл ПГ-9ВС (індекс ГРАУ — 7 П14) з протитанковою гранатою ПГ-9с
- Постріл ПГ-9ВС1 (індекс ГРАУ — 7 П20) з протитанковою гранатою ПГ-9С1
- Постріл ПГ-15В для гармати 2А28 «Грім»

| Постріл                         | Вага    | Довжина | Вибухова речовина                           | Початкова швидкість снаряду | Ефективна дальність | Максимальна дальність | Бронебійність           |
| ------------------------------- | ------- | ------- | ------------------------------------------- | --------------------------- | ------------------- | --------------------- | ----------------------- |
| ПГ-9В                           | 4.39 кг | 920 мм  | 0.322 кг гексогену                          | 435 м/с                     | 800 м               | 1,300 м               | 300 мм                  |
| ПГ-9Н                           |         | 920 мм  | 0.340 кг OKFOL-3.5(октоген)                 | 435 м/с                     | 800 м               | 1,300 м               | 400 мм                  |
| ПГ-9ВС                          | 4.4 кг  | 920 мм  | ?                                           |                             | 1,300 м             | ?                     | 400 мм                  |
| ПГ-9ВМТ з тандемною боєголовкою | 3.2 кг  | 920 мм  | ?                                           | 400 м/с                     | 700 м               | 1,200 м               | 550 мм або 400 мм за ДЗ |
| ОГ-9В                           | 5.35 кг | 1062 мм | 0.735 кг ТНТ                                | 316 м/с                     | -                   | -                     | -                       |
| ОГ-9ВМ                          | 5.35 кг | 1062 мм | 0.655 кг ТД-50 (тротил з динітронафталіном) | 316 м/с                     | -                   | -                     | -                       |
| ОГ-9ВМ1                         | 5.35 кг | 1062 мм | ?                                           | 316 м/с                     | -                   | 4,500 м               | -                       |

## ТТХ
- Калібр: 73 мм
- Маса гранатомета:
  - Гранатомета з прицілом — 49,5 кг;

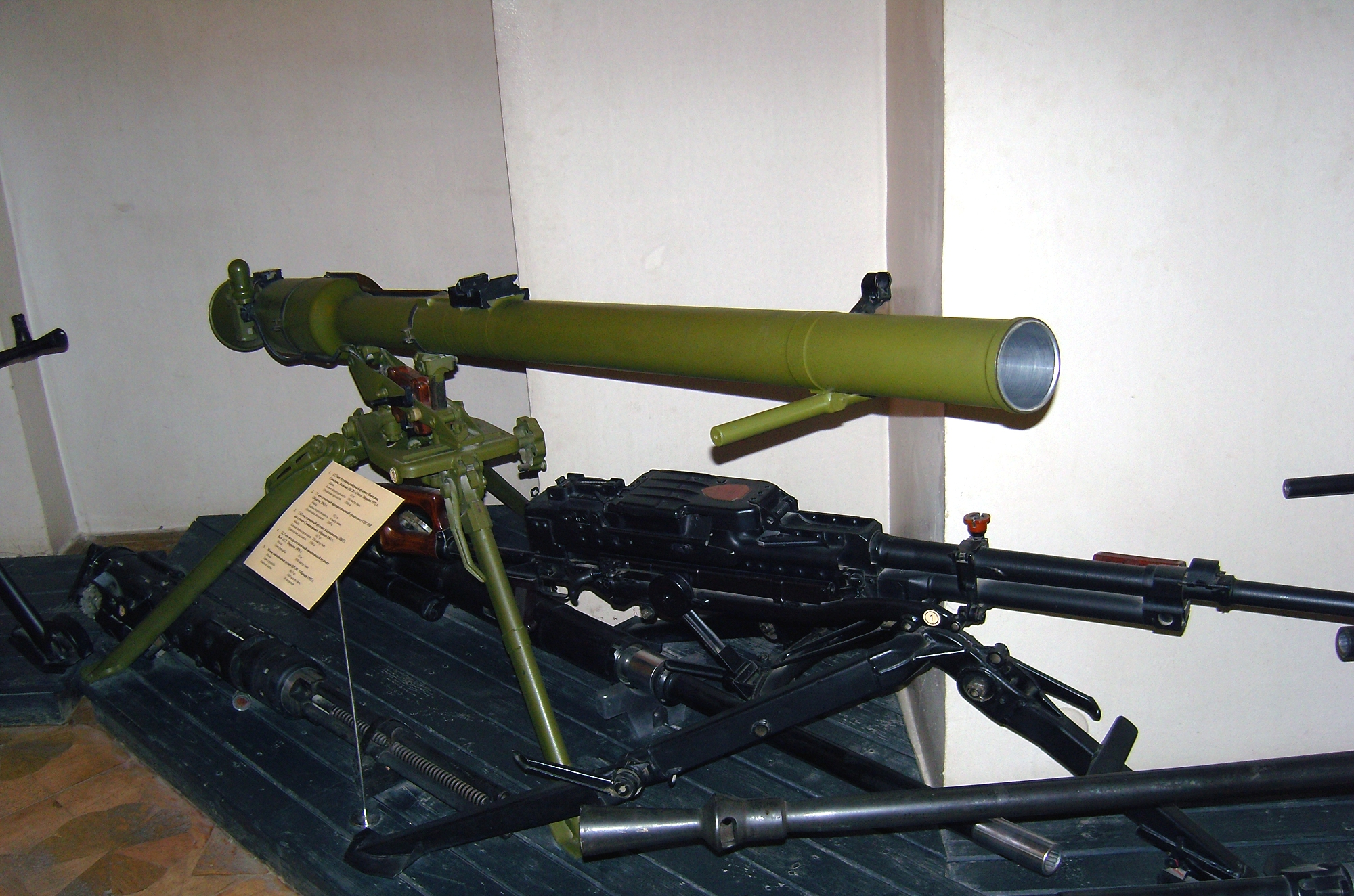
Кулемет «Утьос» і СПГ-9М

  - У тому числі триногого верстата — 12 кг;
  - Колісного ходу (для СПГ-9Д) — 14 кг.
- Довжина ствола: 1850 мм
- Довжина пострілу: 1115 мм (ПГ-9В) і 1062 мм (ОГ-9В)
- Довжина гранатомета: 2110 мм
- Початкова швидкість гранати: 435 м/с (ПГ-9В) і 316 м/с (ОГ-9В)
- Максимальна швидкість гранати: 700 м/с
- Бронебійність:
  - Пострілу ПГ-9В — 300 мм;
  - Пострілу ПГ-9ВС — 400 мм
- Максимальна дальність стрільби: 4500 м
- Дальність прямого пострілу: 800 м
- Прицільна дальність стрільби: 1300 м
- Швидкострільність: до 6 постр/хв
- Обслуга: 4 людини (командир, навідник, заряджаючий, підношувач)

## Оператори

### Поточні

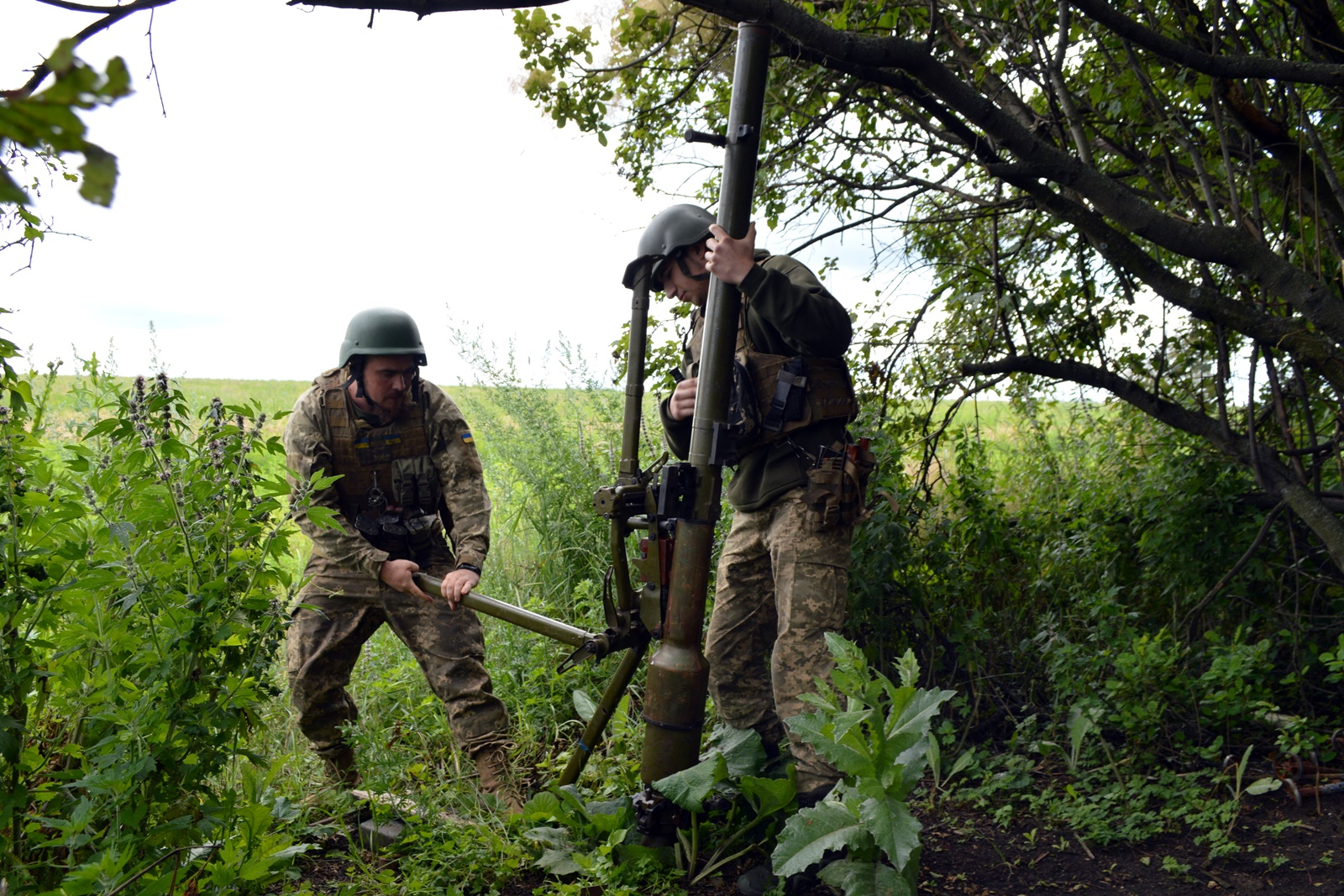
Воїни роти вогневої підтримки 30-ї бригади готують СПГ-9 до пострілу, Бахмутський напрямок, липень 2023 року

- Афганістан[2][3]
- Болгарія[4][5] — власне виробництво під назвою СПГ-9 Warrior.
- В'єтнам — SPG-9T2
- Грузія
- Ірак
- Іран — AMIG SPG-9
- Киргзистан
- ДР Конго
- Лівія
- Малі
- Молдова
- Росія[6]
- Румунія — RomArm AG-9
- Судан
- Південний Судан
- Україна[7][8]
- ЦАР

### Колишні
- СРСР

### Україна

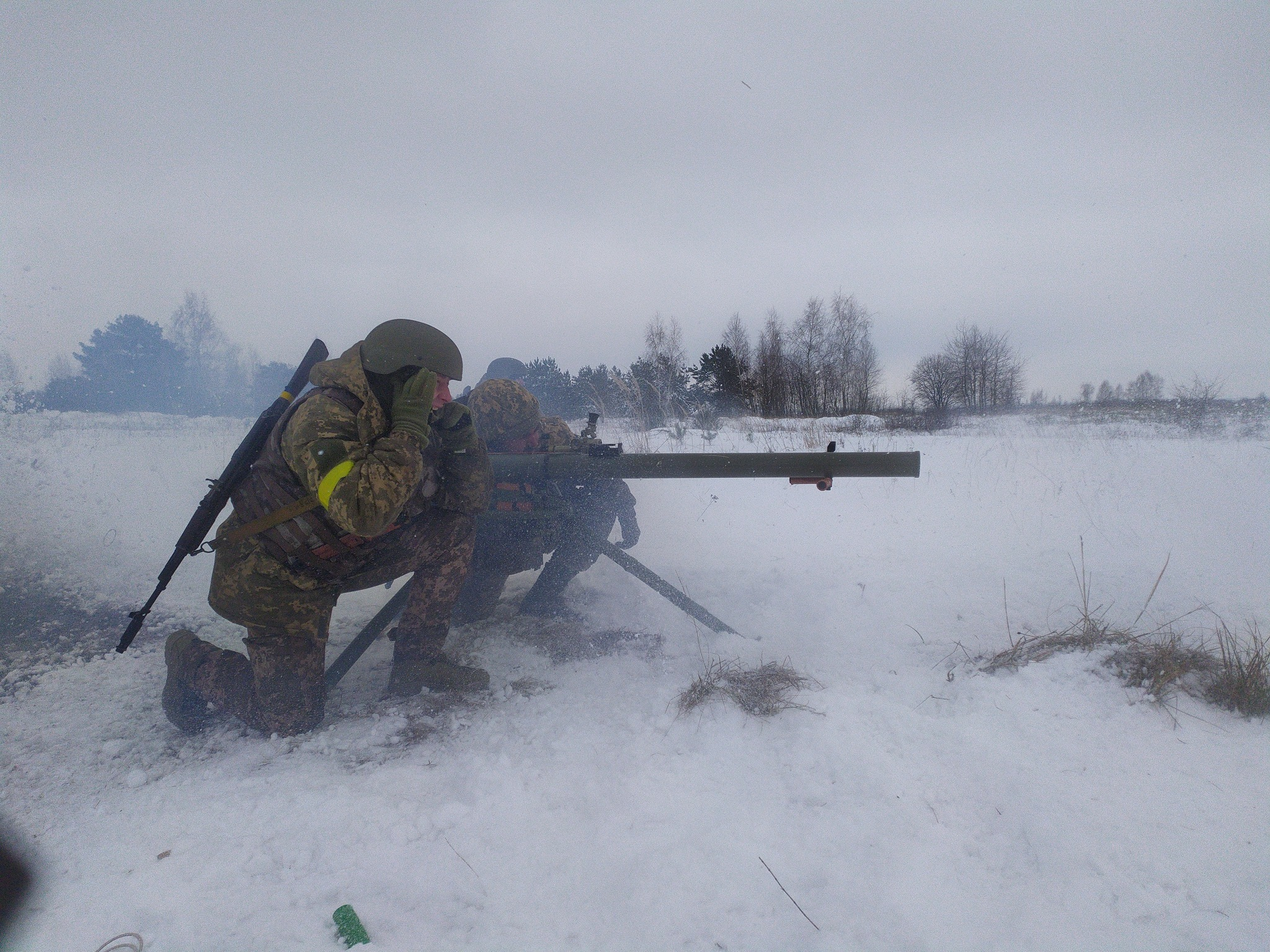
Воїни Сил Тероборони України виконують вправи з гранатометом ATGL-H

Під час відбиття повномасштабної російської збройної агресії Україна отримала (або придбала) у Болгарії болгарські станкові протитанкові гранатомети СПГ-9 «Warrior». Вони були на озброєнні, принаймні, українського іноземного підрозділу «Norman Brigade».
На оприлюднених фотографіях з українськими військовими СПГ-9 «Warrior» оснащені прицілами нічного бачення PGDN-7VIR. Також в Україні була помічена покращена болгарська версія СПГ-9 — ATGL-H.